# Amolita nyctichroa
Amolita nyctichroa är en fjärilsart som beskrevs av George Francis Hampson 1910. Amolita nyctichroa ingår i släktet Amolita och familjen nattflyn. Inga underarter finns listade i Catalogue of Life.